# Haqvin E. Setthelius
Haqvin E Setthelius, född 1693 eller 1694 i Sätila, död 1754, var en svensk  präst och göteborgsskildrare, son till prosten Eric Setthelius († 1741) i dennes första giftermål, med Brita Kolthoff († 1701). Namnet Setthelius är en latinisering av Sätila (pastorat), där familjen i generationer verkat som präster och där fadern var kyrkoherde 1692-1741 samt prost sedan 1722.
Setthelius skrevs in som student vid Uppsala universitet den 24 augusti 1713. Han prästvigdes 1721 och verkade därefter i drygt tjugu år som adjunkt i Sätila och Hyssna. Setthelius blev 1746 pastor i Kville socken, fram till sin död 1754.
Setthelius skrev sin akademiska avhandling om Göteborgs historia vid filosofiska fakulteten, Uppsala Universitet och försvarade den i Gustavianum den 22 juni 1715. Disputationen ägde rum under presidium av professorn i orientaliska språk Olof Celsius d.ä. Arbetet anses vara den äldsta bevarade skildringen av Göteborgs äldre historia.
Boken är en dissertation, skriven på latin och har 24 sidor.